# Old Woman Mountains
De Old Woman Mountains is een bergketen in San Bernardino County in Californië. Het is gelegen in de Mojavewoestijn. De hoogste top van de keten is die van de Mercury Mountain (3720 voet).
In deze keten werd de Old Woman meteoriet ontdekt. Het is de grootste die ooit in de staat gevonden werd. Hij is te bezichtigen in het Information Center in Barstow, Californië. De keten is op zijn breedste punt (oost naar west) 24 kilometer breed en 40 kilometer lang (noord naar zuid). Het standbeeld genaamd "Old Woman" bevindt zich aan de oostelijke kant van de keten. Het Old Woman Mountain Wilderness gebied maakt ook deel uit van de keten.

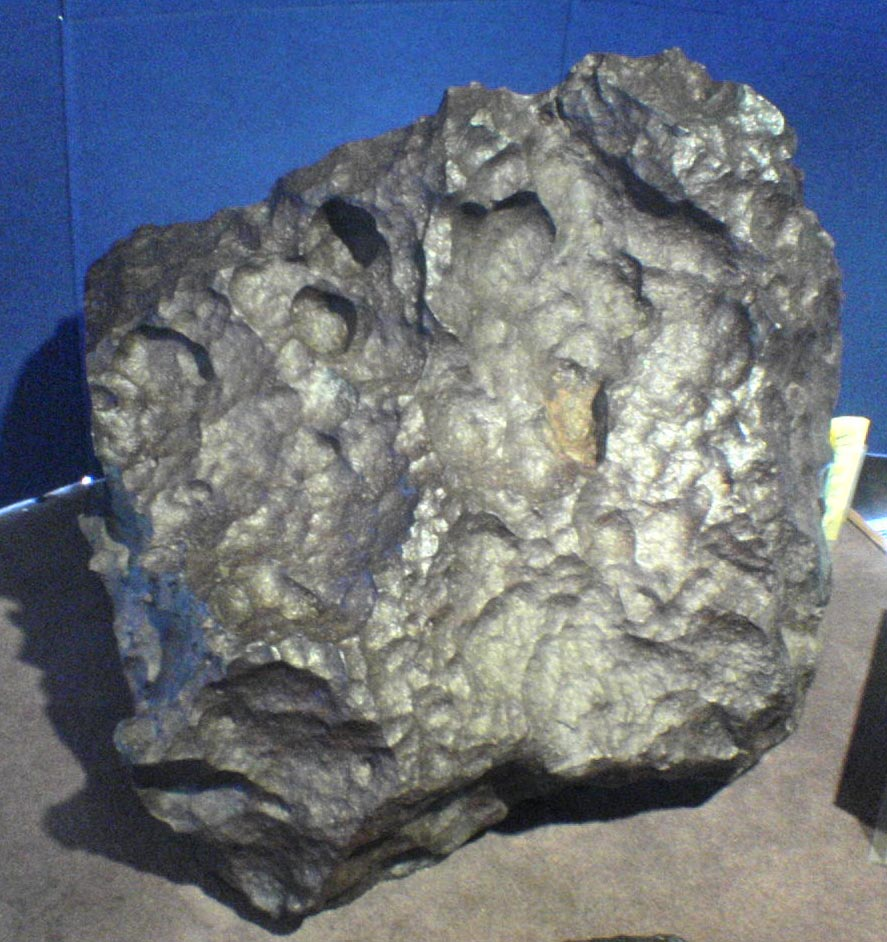
De Old Woman meteoriet

Het lager gelegen deel van de keten heeft een mediterraan klimaat terwijl het hoger gelegen deel een klimaat heeft waar onder andere veel jeneverbesstruiken woorkomen. In de keten vindt men ook zeer veel verschillende diersoorten waaronder: het dikhoornschaap, het muildierhert, de rode lynx, de poema, grondeekhoorns, coyotes en veel soorten hagedissen en zangvogels.